# Mahamane Ousmane
Mahamane Ousmane (ur. 20 stycznia 1950 w Zinder) – nigerski polityk, prezydent Nigru w latach 1993–1996, przewodniczący Zgromadzenia Narodowego od 1999 do 2009. Przewodniczący Konwencji Demokratycznej i Społecznej (CDS, Convention démocratique et sociale) od 1991.

## Życiorys
Mahamane Ousmane urodził się w 1950 w Zinder, w rodzinie muzułmańskich rolników. Ukończył studia z ekonomii walutowej i finansów we Francji i w Kanadzie.
W 1980 wrócił do Nigru. W 1986 rozpoczął pracę w Biurze Organizacji i Metod, organizacji doradczej opracowującej plany rozwojowe. Po wprowadzeniu w kraju systemu wielopartyjnego przez prezydenta Ali Saibou, w styczniu 1991 powołał Konwencję Demokratyczną i Społeczną (CDS).
W 1993 wziął udział w pierwszych demokratycznych wyborach prezydenckich w Nigrze. W pierwszej turze głosowania 27 lutego 1993 zajął drugie miejsce z wynikiem 26,59%. W drugiej turze 27 marca 1993 pokonał Mamadou Tandję z Ruchu Narodowego na rzecz Rozwijającego się Społeczeństwa (MNSD), zdobywając 54,42% głosów. 16 kwietnia 1993 Ousmane objął stanowisko prezydenta Nigru.

## Prezydentura
Największym sukcesem prezydenta było podpisanie w kwietniu 1994 porozumienia pokojowego z Tuaregami, prowadzącymi rebelię od 1990. Rząd zgodził się wcielić część bojowników do armii i z pomocą Francji, pomóc pozostałym w powrocie do życia cywilnego.
Okres prezydentury Ousmane charakteryzował się chroniczną niestabilnością polityczną w kraju. We wrześniu 1994 prezydent wydał dekret ograniczający uprawnienia premiera. W rezultacie premier Mahamadou Issoufou z Nigerskiej Partii na rzecz Demokracji i Socjalizmu (PNDS), podał się do dymisji i wycofał swoją partię z koalicji rządzącej (była w niej wspólnie z CDS). Oznaczało to utratę przez nią większości parlamentarnej. Ousmane nowym szefem rządu mianował Souleya Abdoulaye'a ze CDS, jednak nie uzyskał on akceptacji parlamentu. W konsekwencji prezydent zarządził na styczeń 1995 nowe wybory parlamentarne. Wybory wygrała opozycyjna partia MNSD i utworzyła wspólny rząd z PNDS, na czele którego stanął Hama Amadou. Koabitacja spotęgowała istniejący chaos polityczny i decyzyjny w Nigrze. Prezydent zapowiedział, że zgodnie z prawem po upływie roku od ostatnich wyborów, zamierza rozpisać nowe wybory parlamentarne.
W sytuacji przeciągającego się kryzysu władzy, inicjatywę przejęło wojsko. 27 stycznia 1996 oficer Ibrahim Baré Maïnassara dokonał w kraju wojskowego zamachu stanu. Prezydent został aresztowany i zatrzymany w koszarach wojskowych przez 5 dni. Następnie, wraz z premierem Amadou i byłym premierem Issoufou, został umieszczony w areszcie domowym do 24 kwietnia 1996. W lutym, wspólnie z Amadou i Issoufou, wystąpił z nakazu nowych władz w telewizyjnym orędziu, oświadczając że powodem zamachu było wadliwe funkcjonowanie systemu politycznego i nawołując do zmian w prawie.

## Wybory 1996
Po obaleniu Ousmane, władzę w Nigrze przejęła junta wojskowa, która zakazała działalności partii politycznych i zawiesiła konstytucję. Wiosną 1996 uchwaliła nowa ustawę zasadniczą i ogłosiła nowe wybory prezydenckie. W wyborach prezydenckich 7–8 lipca 1996 Mahamane Ousmane zajął drugie miejsce, zdobywając 19,75%. Wybory wygrał Ibrahim Baré Maïnassara z wynikiem 52,22% głosów. Zdaniem obserwatorów wybory były formalnością i zostały sfałszowane. Drugiego dnia głosowania Ousmane został umieszczony w areszcie domowym, z którego został zwolniony dopiero dwa tygodnie później.

## Przewodniczący parlamentu
17 października 1999 Ousmane wziął udział w wyborach prezydenckich, które zorganizowano po obaleniu i zabójstwie prezydenta Ibrahima Baré Maïnassary w wyniku zamachu stanu. Ousmane trzecie miejsce, za Tandją Mamadou i Mahamadou Issoufou, z wynikiem 22,51% głosów. W drugiej turze głosowania poparł Mamadou, który ostatecznie wybory wygrał. W listopadowych wyborach parlamentarnych dostał się do Zgromadzenia Narodowego z okręgu Zinder. 29 grudnia 1999 został wybrany przewodniczącym parlamentu.
16 listopada 2004 po raz czwarty uczestniczył w wyborach prezydenckich w Nigrze. Zajął trzecie miejsce, za Mamadou i Issoufou. Uzyskał 17,43% głosów poparcia i nie przeszedł do drugiej tury, którą wygrał urzędujący prezydent Mamadou Tandja. W wyborach parlamentarnych w grudniu 2004 utrzymał mandat deputowanego. 13 grudnia 2004 objął na kolejną kadencję stanowisko przewodniczącego Zgromadzenia Narodowego.
Ousmane w trakcie swojej kariery politycznej piastował również różne stanowiska międzynarodowe. 9 marca 2003 objął funkcję przewodniczącego Komitetu Zachodnioafrykańskiej Unii Gospodarczej i Walutowej. 15 stycznia 2004 został przewodniczącym Komitetu Praw Człowieka Unii Międzyparlamentarnej. 14 listopada 2006 objął stanowisko przewodniczącego parlamentu ECOWAS.
26 maja 2009, w czasie kryzysu politycznego w Nigrze, prezydent Tandja rozwiązał parlament, przez co Ousmane utracił stanowisko jego przewodniczącego.
Po obaleniu prezydenta Tandji na drodze zamachu stanu w lutym 2010, władze wojskowe zorganizowały nowe wybory prezydenckie. W wyborach tych, przeprowadzonych 31 stycznia 2011, zajął czwarte miejsce, zdobywając 8,3% głosów poparcia. Nieudanie startował też w wyborach powszechnych w Nigrze w 2021, przegrywając z Mohamedem Bazoumem. Ousmane twierdził iż podczas wyborów doszło do oszustwa, a jego poplecznicy zorganizowali kilka protestów.